# 98-ма піхотна дивізія (США)
98-ма піхотна дивізія (США) (англ. 98th Infantry Division (United States) — військове з'єднання, піхотна дивізія армії США. Дивізія була активована за часи Першої та Другої світових воєн, але жодної участі у бойових діях не брала. Станом на початок XXI століття це формування є одним із навчальних підрозділів резерву армії США, офіційно відоме як 98-ма навчальна дивізія (початкова підготовка). Її основна місія полягає в проведенні базової підготовки (IET) нових солдатів. Це одна з трьох навчальних дивізій, підпорядкованих 108-му тренувальному командуванню (IET), і забезпечує командування та контроль підрозділів у східній частині Сполучених Штатів і в Пуерто-Рико.
З моменту створення в 1918 році дивізія пройшла кілька циклів активації, навчання, розгортання та дезактивації, а також значні реорганізаційні та функціональні зміни. З 1959 року 98-ма піхотна дивізія була підрозділом резерву армії США, основною місією якої було навчання солдатів. Її штаб-квартира тривалий час була розташована в Рочестері, Нью-Йорк. 2012 року штаб перевели до Форт-Беннінга (сьогодні Форт Мур), Джорджія.

## Історія з'єднання
Вперше 98-ма дивізія була активована в Кемп-Макклеллан, штат Алабама, у жовтні 1918 року, але, це відбулося надто пізно, щоб встигнути взяти участь у Першій світовій війні. Був активований лише штаб дивізії, розпущений 30 листопада 1918 року.
Вдруге 98-ма дивізія активована 24 червня 1921 року та перетворена в організований резерв, увійшовши до зони відповідальності Другого корпусу та підпорядкована XII корпусу. Штаб дивізії було організовано 18 серпня 1921 року у Сиракузах і залишався там до моменту розгортання до повного штабу під час Другої світової війни.
15 вересня 1942 року в Кемп-Брекінрідж, штат Кентуккі, дивізія була розгорнута та включена до дієвої армії, поповнивши свої ряди переважно солдатами з Нью-Йорка та Нової Англії. Наступні 18 місяців з'єднання провело, тренуючись у Кемп-Брекінрідж, Кемп-Форрест, Теннессі, та Кемп-Рукер, Алабама, готуючись до боїв на Тихоокеанському театрі дій.
19 квітня 1944 року приблизно 19 590 солдатів 98-ї дивізії прибули в Оаху на Гаваях, де звільнили 33-тю піхотну дивізію, перебравши на себе відповідальність оборони Гавайських островів. 15 травня 1945 року дивізію замінив 372-й піхотний полк, а 98-ма дивізія розпочала підготовку до операції «Олімпік», запланованої на 1 листопада 1945 року як складової частини однієї з двох запланованих вторгнень до Японії. Натомість японці здалися, і 27 вересня 1945 року 98-ма піхотна дивізія прибула до Японії вже для окупаційних функцій. Вона служила в Осаці як частина окупаційних сил до 16 лютого 1946 року, коли її було розформовано.
Нагороди, здобуті солдатами 98-ї піхотної дивізії за цей період, включають: 1 — удостоєний Легіоном заслуг; 8 — Солдатською медаллю; 146 військових — Бронзовою зіркою.
18 квітня 1947 року дивізія «Ірокез» була втретє відновлена в Рочестері, штат Нью-Йорк, як резервне формування, та почала підготовку до бойових дій у нових реаліях зародження Холодної війни. Спочатку планувалося, що це буде повітрянодесантна дивізія. Але пізніше це підхід був скасований.
1 травня 1959 року з'єднання змінило назву з 98-ї піхотної дивізії на 98-му дивізію (навчальну), на яку покладалися завдання організації та проведення курсу підготовки солдатів, який продовжується до теперішнього часу. Спадщина полку була збережена: 389-й, 390-й і 391-й піхотні полки були організовані як полки базової бойової підготовки (BCT), а 392-й піхотний полк був організований як полк вдосконаленої індивідуальної підготовки (AIT) особового складу.